# Seymour Papert
Seymour Papert (* 29. února 1928 Pretoria, Jihoafrická republika - 31. července 2016 USA) byl americký matematik, informatik a profesor na Massachusettském technologickém institutu. Byl známý jako jeden z průkopníků umělé inteligence a jako tvůrce programovacího jazyka Logo. Zabýval se také epistemologii a kognitivní vědou, jeho teorie učení navazuje na teorie Jeana Piageta.